# Northrop X-4 Bantam
De Northrop X-4 Bantam was een klein experimenteel of X-vliegtuig ontwikkeld door de Northrop Corporation voor de National Advisory Committee for Aeronautics, kortweg NACA, de voorloper van de NASA. Het opvallendste kenmerk van het toestel was dat het geen horizontale staartvlakken en dus ook geen hoogteroeren heeft.

## Ontwikkeling
Er zijn twee X-4’s gebouwd door de Northrop Corporation waarvan de eerste al na tien vluchten buiten gebruik werd gesteld omdat het mechanisch niet goed in elkaar zat. Het werd gebruikt voor reserveonderdelen.
In de jaren ’40 van de twintigste eeuw was men van mening dat een vliegtuig zonder horizontale stabilisatoren de interactie van de schokgolven tussen vleugels en stabilisatoren zou kunnen vermijden. Deze schokgolven, zo dacht men, waren de oorzaak van de stabiliteitsproblemen die optraden bij transsonische snelheden tot Mach 0,9.
Vandaar dat er bij de X-4 gekozen werd voor een halve staart, waarbij de hoogteroeren gecombineerd werden met de rolroeren. Deze werden met de naam elevons aangeduid: samentrekking van elevators (Engels voor hoogteroeren) en ailerons, Engels voor rolroeren.
Er waren al vliegtuigen gebouwd volgens dit "vliegende vleugel"-concept, namelijk de Messerschmitt Me 163 ontwikkeld in Duitsland gedurende de Tweede Wereldoorlog en de Britse de Havilland DH.108 Swallow van vlak na de oorlog. Omdat Northrop al ervaring met deze techniek had opgedaan met de N-9M, de XB-35 en de YB-49 werd voor deze fabrikant gekozen. Het uiteindelijke vliegtuig was erg compact: net groot genoeg voor de twee Westinghouse J30-motoren, een piloot, instrumenten en genoeg brandstof voor 45 minuten vlucht. Het was zo klein dat onderhoud gedaan kon worden staande naast het toestel zonder trap of ladder. Naast het toestel staand kon men moeiteloos in de cockpit kijken.
Het was uitgerust met gesplitste welvingskleppen of flaps die tevens dienstdeden als remklep.
Helaas bleek de stabiliteit in voorachterwaartse richting toch te wensen over te laten.

## Gebruik
De eerste X-4 met serienummer 46-676 werd in november 1948 afgeleverd op de Muroc Air Force Base, tegenwoordig Edwards Air Force Base, in Californië. Na eerst enkele taxi-proeven werd op 15 december de eerste vlucht gemaakt door Charles Tucker, testpiloot van Northrop. Vanwege zware regenval die winter op het Rogers Dry Lake kon de volgende vlucht pas plaatsvinden in april 1949. Dit toestel, mechanisch niet in orde, maakte maar tien vluchten: het werd door Walt Williams, het hoofd van de NACA Muroc Flight Test Unit (tegenwoordig Dryden Flight Research Center), een lemon (citroen) genoemd. Tijdens de stop in de vluchten werd het tweede toestel, serienummer 46-677, geleverd en dit bleek veel betrouwbaarder. Er werden twintig contractueel bepaalde vluchten gemaakt waarna beide X-4’s werden overgedragen aan de luchtmacht en de NACA.

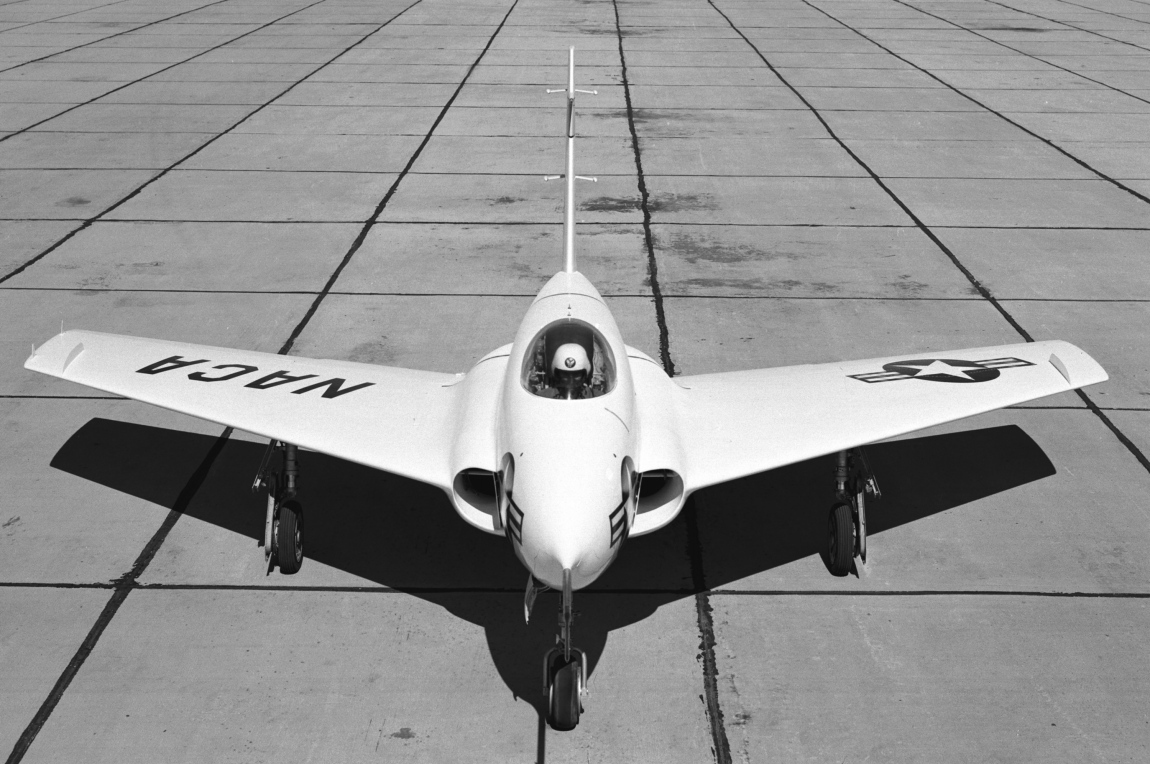
X-4 op de startbaan

Alleen het tweede toestel ging verder met tests door verschillende luchtmachtpiloten: Chuck Yeager, Pete Everest, Al Boyd, Richard Johnson, Fred Ascani, Arthur Murray en Jack Ridley. Dit was in augustus en september 1950: de eerste vlucht was die van John Griffith op 28 september 1950.
Tijdens de vluchten voor NACA van eind 1950 tot mei 1951 bleek de gevoeligheid van de X-4 voor stampen: Griffith en Scott Crossfield bemerkten de neiging van het toestel om op en neer te stampen met de neus bij toenemende snelheid vanaf ongeveer Mach 0,8. Dit werd vergeleken met rijden op en weg die eruitziet als een wasbord. In de luchtvaart spreekt men in het Engels ook wel van porpoising, het bewegen als een bruinvis steeds op en neer uit en in het water. Nog meer toename van de snelheid gaf een neiging tot duiken van de neus en, nog vervelender, de neiging om in alle mogelijke richtingen af te wijken. Dit verschijnsel kwam veel voor bij de latere, snellere toestellen en wordt in het Engels inertia coupling genoemd.
Om dit probleem tegen te gaan besloten de technici de dikte van de achterzijde van de flap/remkleppen te vergroten. Er werden strips van balsahout tussen gezet waardoor deze steeds 5 graden open bleven staan. De eerste test hiermee was op 20 augustus 1951 door NACA-piloot Walter Jones. Crossfield deed de tweede test in oktober. De resultaten waren positief: verbeterde vluchtkwaliteiten en geen besturingsprobleem in stampen tot een snelheid van Mach 0,92.
De stukken balsahout werden weer verwijderd en er werd een lange serie tests uitgevoerd om de landingskarakteristieken te bestuderen. Bij het openen van de remkleppen bleek dat het glijgetal daalde tot onder de 3 staat tot 1. Deze data waren nuttig voor gebruik bij de toekomstige raketvliegtuigen. De tests gingen door tot oktober 1951 toen lekkage van de vleugelbrandstoftanks het project stopte tot maart het jaar daarop. Toen konden ook piloten Joe Walker, Stanley Butchard en George Cooper hun kunde tonen.
Omdat de balsahout strips nuttig waren gebleken werden ze ook nu weer aangebracht op zowel de flap/remkleppen als de elevons. Jones maakte de eerste vlucht op 19 mei 1952; het bleek echter dat een van de motoren tijdens de vlucht beschadigd raakte. Pas in augustus werd een vervangende J30 gevonden. Bij de verdere vluchten bleek dat de aanpassingen de stabiliteit voor stampen en gieren had vergroot en dat de neiging tot duiken pas optrad bij snelheden van Mach 0,74 tot 0,91. Daarboven ontstond nog steeds de op- en neergaande beweging.

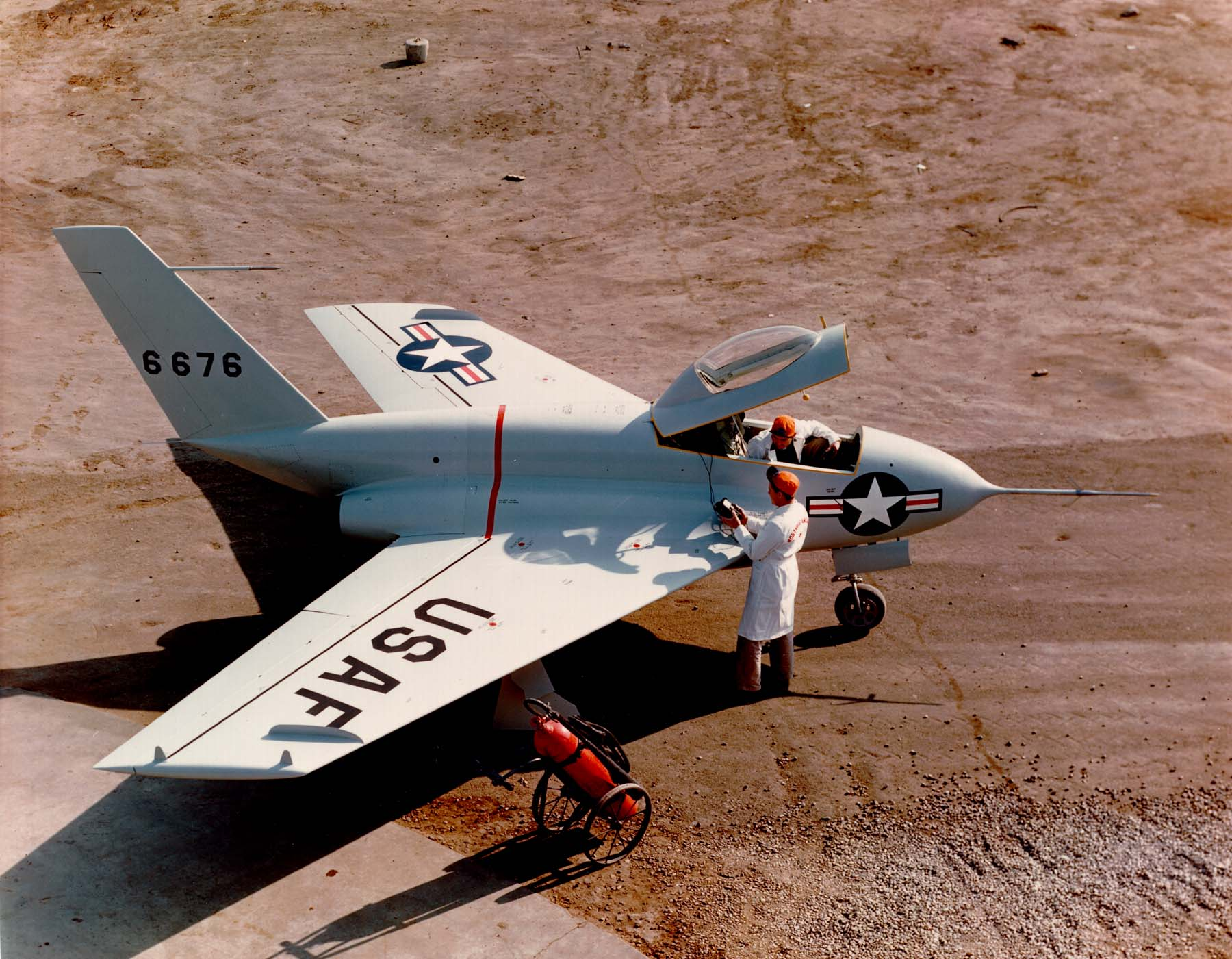
X-4 tijdens onderhoud

In mei 1953 werden opnieuw de houtstrips verwijderd om het toestel weer te testen met de originele opstelling van flaps/remkleppen en elevons. Deze vluchten werden gemaakt door Crosfield en John B. McKay. Dit was het laatste project voor de X-4 die zijn laatste, 81ste, vlucht maakte op 29 september 1953. Beide toestellen zijn nog intact: het eerste is eerst overgebracht naar de United States Air Force Academy in Colorado Springs, Colorado en is inmiddels terug op Edwards Air Force Base. Het andere toestel is te bezichtigen in het National Museum of the United States Air Force op Wright-Patterson Air Force Base bij Dayton (Ohio).
Het belangrijkste gegeven dat de tests met de X-4 heeft opgeleverd is dat het ontwerp met pijlvleugels en zonder staartvlak niet geschikt is voor snelheden richting Mach 1, hoewel de F7U Cutlass eigenlijk het tegendeel bewees door in staat te zijn zelfs boven Mach 1 lading af te werpen. Blijkbaar hebben vliegtuigbouwers toch een manier gevonden dit niet als een doodlopende weg te laten eindigen. Hiervoor was wel een betrouwbaar fly-by-wire-systeem nodig voor de noodzakelijke stabiliteit. Na de X-4 verscheen het "halfstaartloze" ontwerp bij de X-36, de Have Blue, de F-117 en de Bird of Prey, hoewel deze vliegtuigen en heel andere vorm hadden dan de X-4. Gedurende het testprogramma was het al een trend te denken richting delta- en gemodificeerde delta-vliegtuigen als de Douglas F4D, de Convair F-102A, afgeleid van de XF-92A en de Avro Vulcan.

## Vergelijkbare vliegtuigen
- DH.108 Swallow
- Messerschmitt Me 163